# كلاوس لانغ
كلاوس لانغ (بالألمانية: Klaus Lang)‏ هو موزع وملحن نمساوي، ولد في 26 أبريل 1971 في غراتس في النمسا.

## وصلات خارجية
- الموقع الرسمي
- كلاوس لانغ على موقع ميوزك برينز (الإنجليزية)
- كلاوس لانغ على موقع ديسكوغز (الإنجليزية)